# فيكتور هنري (لغوي)
فيكتور هنري (بالفرنسية: Victor Henry)‏ هو فقيه لغة فرنسي، ولد في 17 أغسطس 1850 في كولمار في فرنسا، وتوفي في 6 فبراير 1907.